# 噴射ポンプ

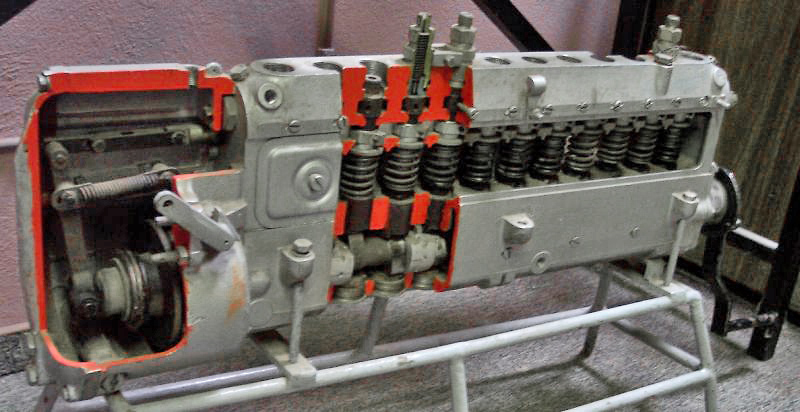
12気筒ディーゼルエンジンの列型噴射ポンプ

噴射ポンプ（ふんしゃポンプ、英: Injection Pump）はディーゼルエンジンの燃焼室内に噴射する燃料を高圧で送り出す部品である。

## 歴史と概要

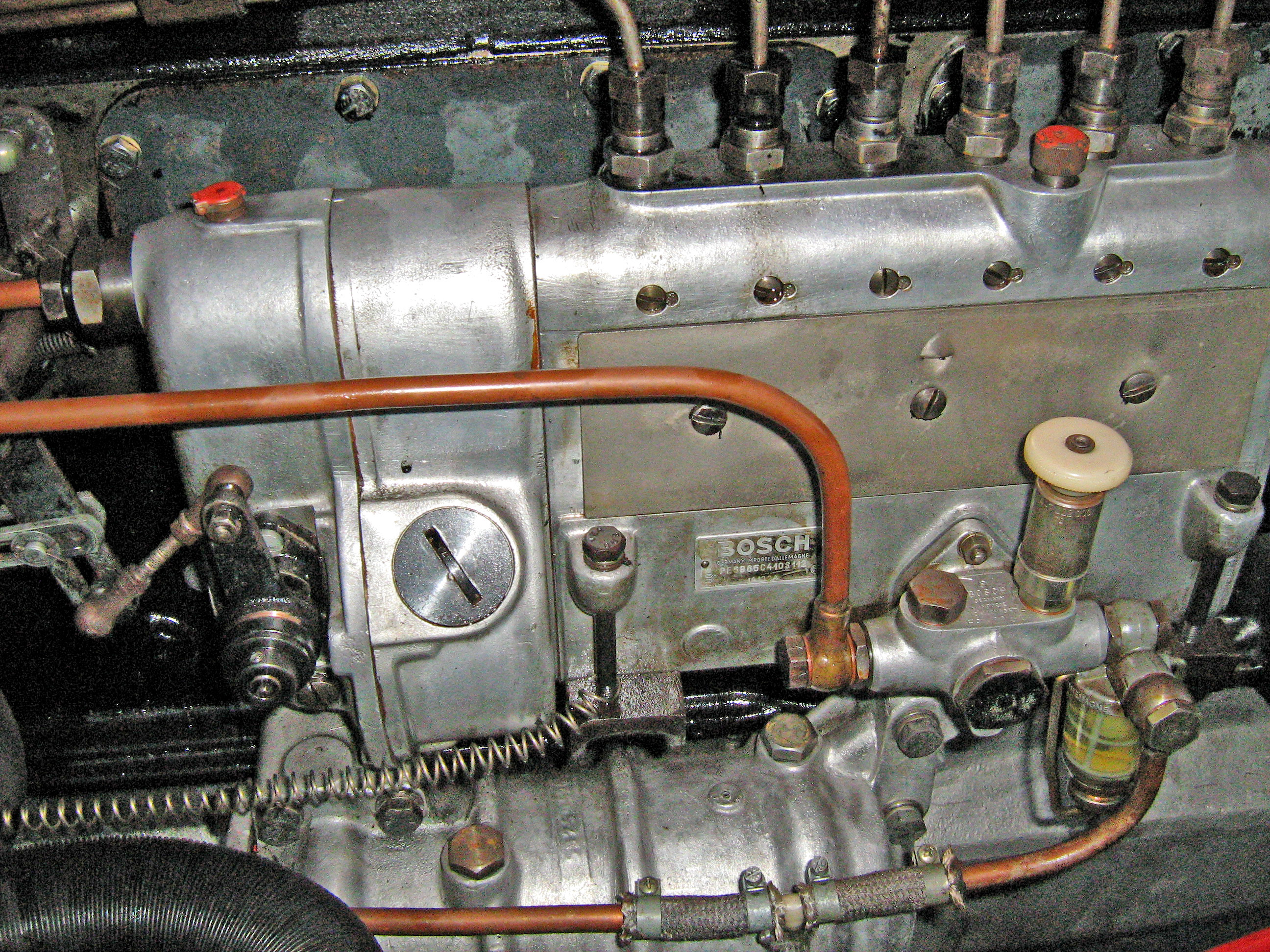
1938年のボッシュ製噴射ポンプ(ダイムラー・ベンツ　90馬力/1700rpm　6気筒エンジン)

圧縮点火内燃機関であるディーゼルエンジンには噴射ポンプは必要不可欠なものであり、その歴史はディーゼルエンジンの開発とともにあったといっても過言ではない。圧縮行程で高圧となった燃焼室内で燃料を霧化するには高度な技術が必要で、当初は霧吹きやスプレーのように空気の力を借りて行っていた。
近年までは噴射ポンプはクランクシャフトやカムシャフト、OHCエンジンの場合にはタイミングチェーンやタイミングベルトからエンジンの駆動力を受け取って機械的に動作するものが主流であった。4ストローク機関の場合には噴射ポンプはクランク回転数の半分の速度で駆動されることになる。噴射ポンプはピストンの圧縮上死点の手前でシリンダー内部に軽油を噴射させるため、その噴射圧力はガソリンエンジンの燃料ポンプと比較して非常に高く、200MPaを超える圧力が掛かることが一般的である。
しかし近年では各国で強化されつつある自動車排出ガス規制への対応のために、ディーゼルエンジンも高度な燃料制御が必要となり、電子制御式のコモンレールディーゼルエンジンが主流となってきている。コモンレール式も当初は機械式の噴射ポンプに電子制御式燃料噴射装置を組み合わせることが一般的であったが、最新式の噴射ポンプは電動ポンプに置き換わりつつある。
機械式噴射ポンプはその構造上内部部品の摩耗を防ぐために軽油にある程度以上硫黄分が含まれていることが必須であった。しかし、日本におけるディーゼル車規制条例や平成17年排出ガス規制などをクリアするためには軽油の脱硫化を行うことが不可避な情勢となったため、こうした事情も噴射ポンプの電磁ポンプ化の流れに拍車を掛ける要因となっている。
噴射ポンプは、ガソリンエンジンにおいても極めて初期の機械式燃料噴射装置にディーゼルエンジンと同じ動作原理のものが用いられた例がある。歴史上初のガソリンエンジン用噴射ポンプは1951年、ドイツのGoliath GP 700 Eで初めて用いられ、その3年後の1954年にはメルセデス・ベンツ・300SLにも搭載された。しかし、機械式燃料噴射装置は機構が複雑なことと、ガソリン自体に軽油程の潤滑能力がないことなどから、製造コストと信頼性の面でキャブレターを完全に置き換えるには至らなかった。

## 噴射ポンプの圧力と安全性
噴射ポンプは圧縮行程にあるシリンダー内の高圧に打ち勝って燃料の噴射を行う必要があるため、ポンプや配管自体に極めて高い圧力が掛かることになる。通常のもので平均15,000Psi(100MPa)、圧縮比が高いエンジンの場合には200MPaを超える圧力が掛かる。この圧力は衣服や皮膚を容易に切断出来る程のもののため、噴射ポンプや分配パイプには概ね非常に強固な構造を持つことが求められている。そのため、ディーゼルエンジンのシステム全体が大型化し、小型車やオートバイへの搭載が困難ともなる大きな要因となっている。

## 噴射ポンプの種類

### 列型噴射ポンプ

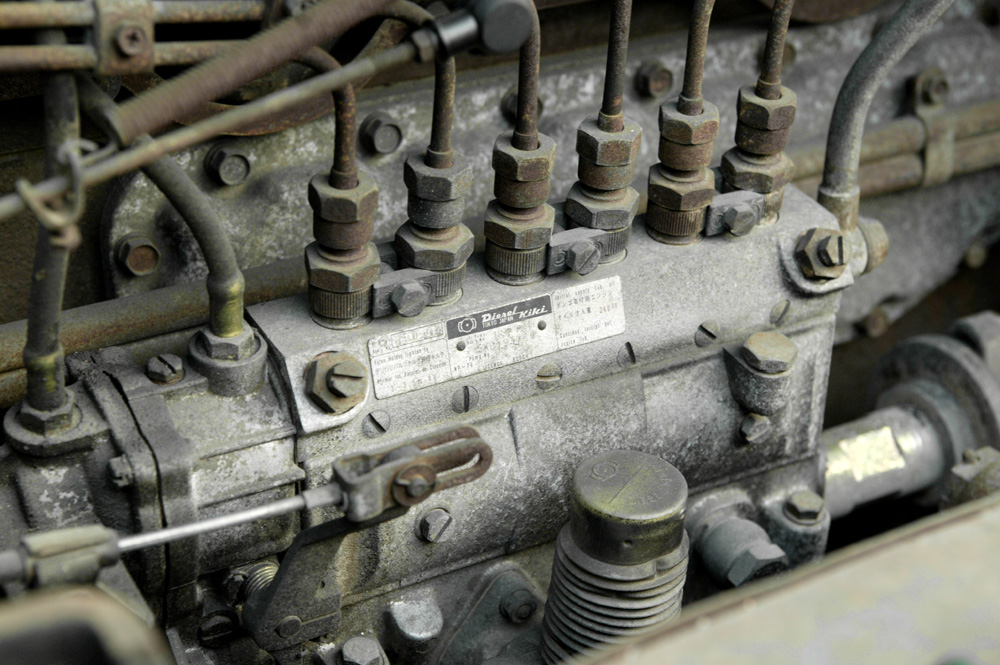
列型噴射ポンプの一例
ヂーゼル機器製6気筒用

列型噴射ポンプ(Inline Injection Pump)は、比較的古くから存在するタイプで、日本ではボッシュA型に代表され、エンジンの気筒数分のカムとプランジャーが一列に並んだ、直列エンジンのような外観を特徴とする。構造上、部品点数が多く高価で大型化する傾向があるが、噴射量が多く気筒数の制約もないため、大型車両や船舶、産業用の定置型エンジンなどに使われている。
ガバナーからポンプ内に伸びるラックが、カムとプランジャーの間に置かれた、外周に斜めの溝を持つスリーブを回転（正転・逆転）させることで、溝に組み合わされたプランジャーの位置が変化（上下）し、その圧縮ストロークの変化で噴射量の制御（増減）を行う。
噴射時期の制御は、エンジンの回転を利用した遠心式のタイマーが、噴射ポンプ内のカムシャフトの位相を変化させることで行う。
このように、噴射量や噴射時期の制御は、スプリングやカム、おもり等を組み合わせた機械制御が中心だが、一部に電子制御を取り入れたタイプも存在する。
カム周りの潤滑にはエンジンオイルが使われており、燃料と潤滑油が分離されているため、重油や粗悪燃料にも対応できる。インジェクター（噴射ノズル）にはニードルバルブ（針弁）型が組み合わされ、副室式では単孔型、直接噴射式では多孔型が用いられる。

### 分配型噴射ポンプ

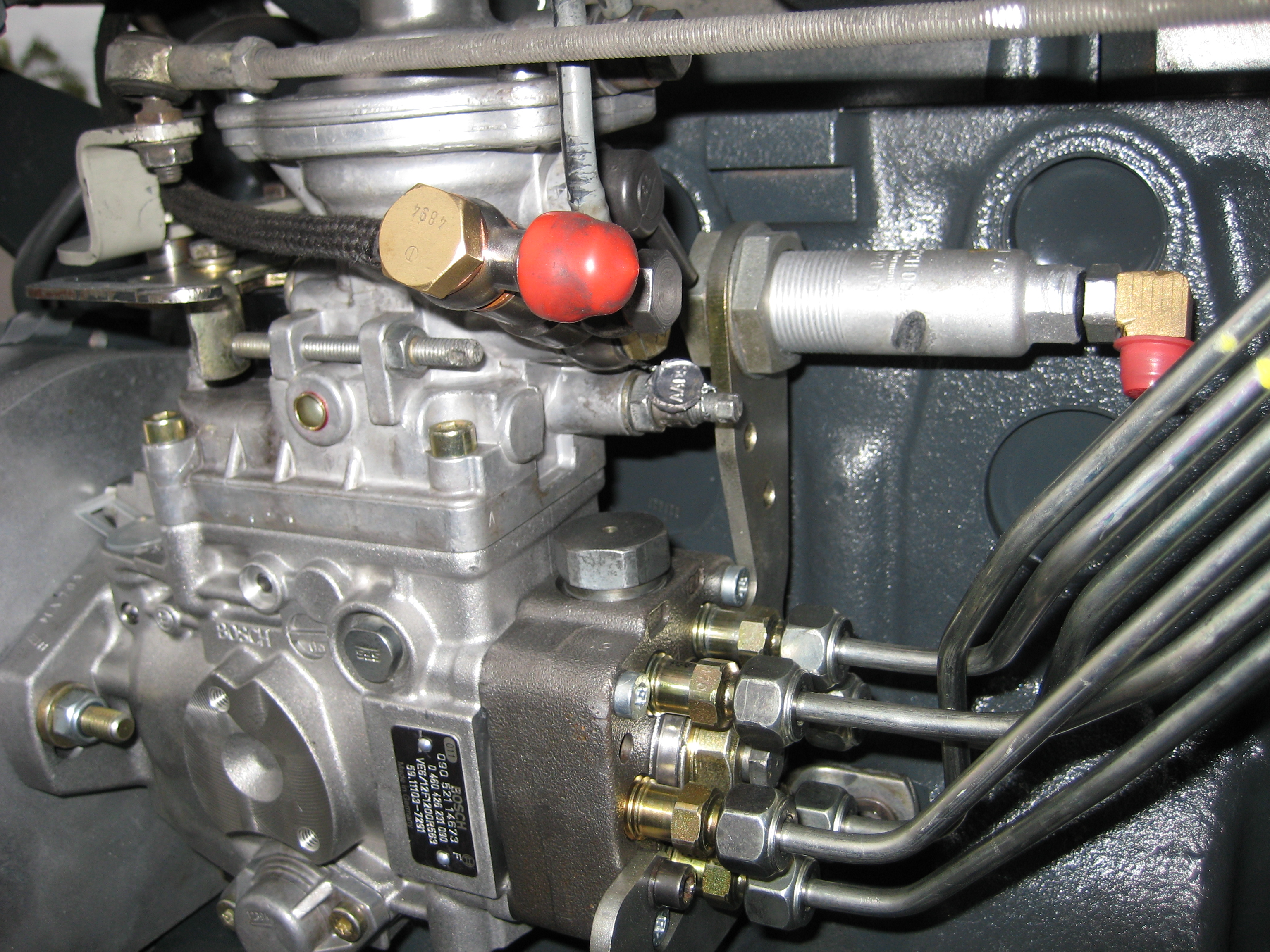
分配型噴射ポンプの一例
ボッシュ製6気筒用

分配型噴射ポンプ(Distributor Injection Pump)は、列型に次いで古くから存在するタイプで、日本ではボッシュVE型に代表される。海外ではロータリーポンプ(Rotary Pump)とも呼ばれ、1組の波型カム（フェイスカム）、プランジャー、スピル弁のみで構成され、各気筒に燃料を分配する。各気筒への高圧配管が同心円上に並び、ガソリンエンジンのディストリビューターに似た外観を持つ。
部品点数が圧倒的に少なく、全ての潤滑を燃料でまかなうなど、シンプルかつ合理的な基本構造を持ち、小型で安価である。乗用車からピックアップトラック、それらをベースとしたSUVのエンジンなどに使われている。構造上、噴射量や気筒数には限界があるが、中排気量の6気筒程度までなら十分対応できる。
噴射量の制御はスピル弁の開弁時期の変化で行い、噴射時期の制御はフェイスカムの軸を平行移動させて行う。インジェクターはニードルバルブ型が組み合わされる。VE型の改良版で、内接カムと2つのプランジャーを組み合わせたものもある。
潤滑を燃料に依存する構造上、燃料の性状に敏感で、特に水分や灯油（炭素）分の多い不正軽油を使用すると潤滑不良による故障を招きやすい。
列型と同様に機械制御が中心であるが、より厳しい排出ガス規制に適合させるため、スピル弁に応答性に優れるソレノイドアクチュエータを組み込み、電子制御に対応したものもある。

### 電子制御噴射ポンプ

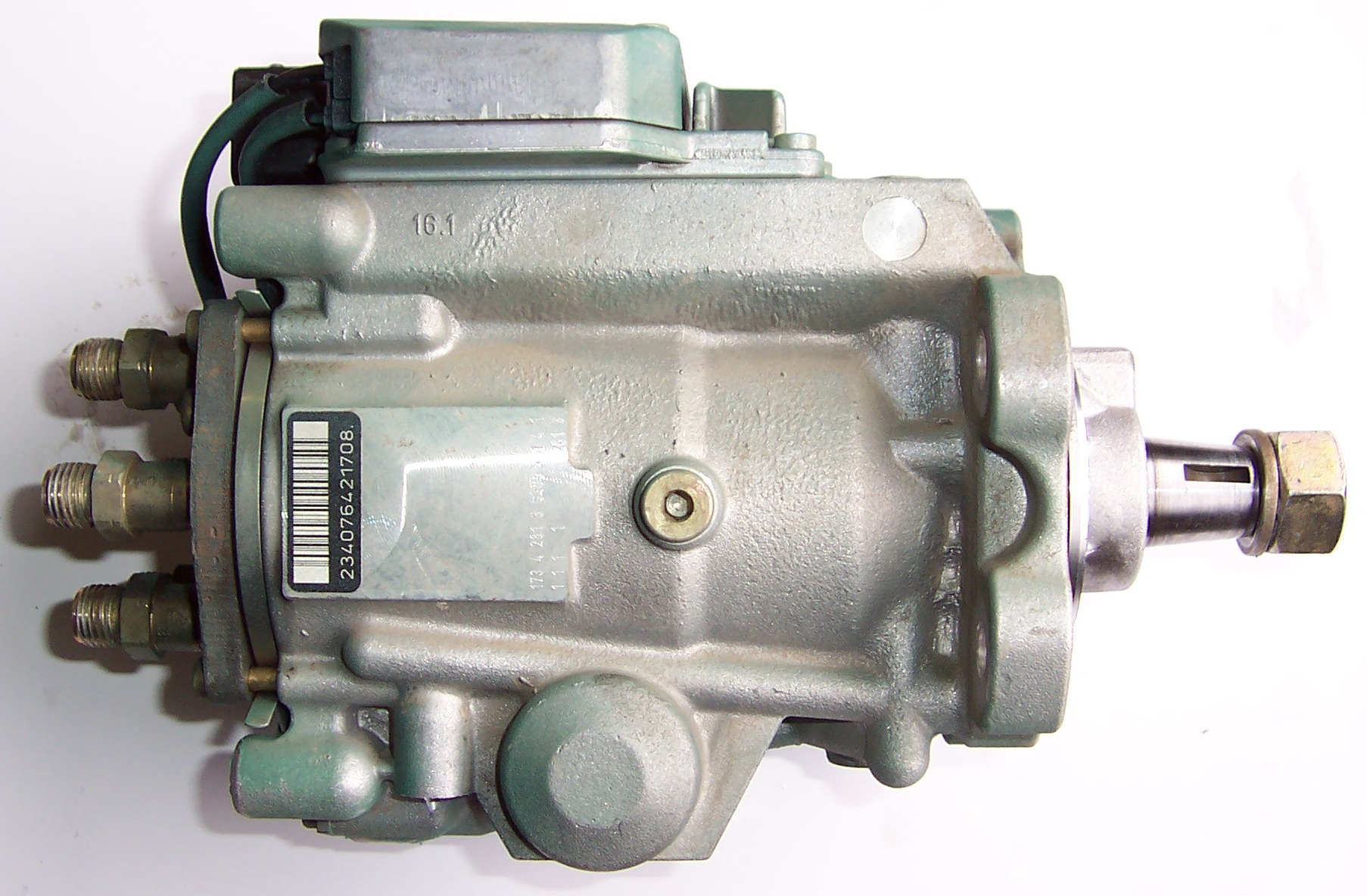
電磁スピル弁が組み込まれた電子制御式分配型噴射ポンプ

日本に於いては過去光化学スモッグが社会問題化した事から、1992年に制定された自動車NOx・PM法に基づき、段階的にNOxとPMを低減させるべく政策を取っており、その集大成を平成10年排出ガス規制（一部の大型車は平成11年規制）とした。以前の規制値では機械式噴射ポンプと噴射ノズルの改良、噴射時期の遅角でクリアする事が可能であったが、この規制では当時のガソリン車と同程度以下のNOx排出量が求められた。
車両総重量3,500 kg以上の商用車では、従前のエンジンをベースとしつつ、噴射ポンプを電子制御化して噴射量と噴射時期を緻密化する事で乗り切るメーカーが多く、この程度の改良で規制への適合と出力向上を両立できるケースも多かった。
これ以降に制定された排出ガス規制では、各地でディーゼル車規制条例が制定された事から（条例に追随する形で）PM低減も同時に求められることとなり、平成10年規制車を基本としたエンジンの改良と酸化触媒の取付けだけでは対応が難しくなり、ユニットインジェクター式やコモンレール式を採用する新型エンジンへと移行して行った。

### 独立型噴射ポンプ
各シリンダー毎に個別の噴射ポンプが設けられているタイプ。
加圧や噴射量制御はカムとプランジャーによるもので、単気筒用の列型と同様の構成であり、ポンプ自体の駆動力もカムシャフトによって行う。この形式の利点は列型と同等の特徴を持ちながらもシリンダー数の増大に合わせてポンプを追加することで、エンジンに合わせて容易に噴射量を拡張できるという点にある。船舶や産業用の大型ディーゼルエンジンは、単気筒エンジンを繋ぎあわせて多気筒化するモジュラー設計が多いことや、各気筒の噴射特性の均一化のため燃料配管を等長にする必要があるため、大型エンジンではポンプを集約しても燃料配管が不用に長くなることなどから、このような方式が定着している。
気筒数別に複数の噴射ポンプを作り分ける必要が無いことから、共通化によって部品の種類を削減でき、整備や交換も個別に行えるなど、メーカーとユーザーの双方にコスト低減のメリットがある。
小型のものではメルセデス・ベンツが製造して各社にOEM供給されているOM900（直6）やOM500（V6、V8）シリーズエンジンで用いられており、噴射圧力は最大1,850バールに達する。

### ユニットインジェクタ式
ユニットインジェクタ式噴射ポンプは、シリンダー上部に注射器のように取り付け、パスカルの原理を応用し、カムによって噴射する。
電子制御は、噴射量を減らす操作を行う。カムによる圧縮で2,000気圧の高圧噴射を可能にしている。
メインポンプからインジェクタまでは低圧のパイプでつながっている。インジェクタごとに加圧機構を持つため、従来型の噴射ポンプでは不可能な高圧が簡単に得られることから、燃料の微粒化による完全燃焼が行え、燃費の改善に効果がある。フォルクスワーゲン・アウディグループ（現・フォルクスワーゲングループ）が燃費最優先の考えでこの方式を選んだ。また、ランドローバー・Td5エンジンにも、このユニットインジェクタ式が採用されている。なお、このTd5エンジンを搭載したディフェンダー110は、2002年（平成14年）から2005年（平成17年）の間、日本にも正規輸入されていた。
日本では、日産ディーゼル（現・UDトラックス）1社のみが開発を続け、尿素SCRシステムとの組み合わせで、平成17年排出ガス規制（新長期規制）への適合を、大幅な前倒しで果たしている。尿素SCRシステムは、排気に尿素水を噴射し、過酸素完全燃焼の結果発生するNOxを、アンモニアと水によって窒素と水に還元するもので、大型車用を始め、一部の乗用車・商用車のディーゼルエンジンにとって、排出ガスの浄化に欠かせない装備となっている。

### コモンレール式
コモンレール（Common rail 〈英語版〉）システムは、従来のディーゼルエンジンにおける燃料噴射の仕組みとは全く異なり、ガソリンエンジンで培われた電磁式燃料噴射装置の技術を応用し、超高圧に耐えられるように変更したものである。コモンレールは「全気筒に共通なレール」と言う意味であるが、ここでのレールは「軌条」ではなく、中空の「管」状の金属製の丈夫な容器で、ガソリンエンジンの燃料噴射装置における「デリバリパイプ」の役割に近い。この中に燃料を圧送して高圧のまま一時的に蓄えるため、コモンレールは一種の蓄圧器とも言える。
噴射ポンプは無く、燃料の加圧は「サプライポンプ」が行い、噴射制御はECUによる「電磁式インジェクタ」が行う、分業方式の燃料噴射方式である。噴射制御は加圧とは別に各インジェクタで行われるため、ポンプは無理なカムリフトや噴射制御から解放された。
最新の排出ガス規制に対応したディーゼルエンジン（クリーンディーゼル）において、噴射量・噴射タイミングともに精密に制御を行い、燃焼時の温度と圧力を自在に制御できる方式として主流になっている。
ディーゼルエンジンの歴史にコモンレールの名前が現れたのは、1910年代終盤のボッシュによるものが最初であるが、当時の開弁圧は90 bar程度と低く、インジェクタの開弁も圧縮空気によるもので、そのためのエアーコンプレッサーを必要とした。1,800 barを超える開弁圧と電子制御によるソレノイドやピエゾ素子を用いたインジェクタを備えた現在のコモンレールとは文字通り隔世の感があるが、基本原理は同じである。
近代的なコモンレールは、1960年代後半にスイスのロベルト・フーバー（英語版）がその原型を開発、スイス工科大学が中心となり研究が進んだ。環境対策としての現在のコモンレール方式を初めて実用化したのは日本のデンソーであり、伊藤昇平、宮木正彦を中心として、ECD-U2という名称で開発され、1995年末に日野・ライジングレンジャーに搭載された。
マニエッティ・マレリでは1990年より、フィアットリサーチセンター（伊語版）、エラシス（伊語版）と共にコモンレール方式の開発を続けていたが、フィアットの経営不振により該当技術と特許は1994年にボッシュに売却された。その後1997年にボッシュが実用化し、アルファロメオ・156 2.4 JTDに乗用車用として初搭載され、翌1998年にはメルセデス・ベンツが OM611 エンジン（独語版・英語版）をC200 CDI/C220 CDIとE200 CDI/E220 CDIに搭載した。

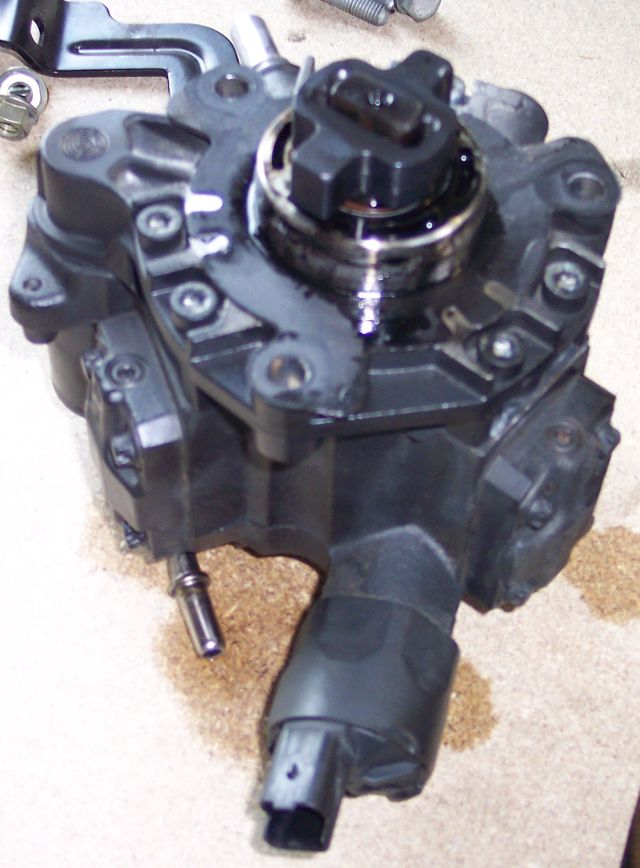
コモンレール用サプライポンプ

現在の電磁式インジェクタは開弁行為のみを受け持つため、従来の噴射方式と比べ噴射時期の自由度が大幅に向上し、また電子制御技術の向上によって1行程中にパイロット、プレ、メイン、アフター1、アフター2、ポストのような6分割噴射も可能となっており、燃料消費を抑えつつ、燃焼室内の急激な温度と圧力の上昇を防ぐことができるなど、NOxの発生を抑え、かつ、PMも少ない、完全燃焼のための理想的な噴射を実現する制御が可能となった。
ただし、超高圧噴射のため、サプライポンプ・インジェクター共、噴射ポンプ式以上の内部潤滑性能が要求されるが、脱硫の進んだ現在の軽油では（必要な潤滑性能を保つ為の添加剤は使用しているものの）度々潤滑不足が生じ、通常運転の範囲でも故障が生じるケースがある。特に灯油分の多い「寒冷地用軽油」を使用する機会の多い車両に多い。
近年の車種は排出ガス浄化のための酸化触媒やNOx吸蔵還元触媒、ディーゼル微粒子捕集フィルターを装備しており、定期的にこれらに蓄積したススを焼き払う必要があるが、専用の燃料添加弁を持たないシステムの場合は意図的にアフターファイアーを発生させ排気シャッターを絞る事で燃焼機構を作動させる（ポスト噴射と呼ばれ、これらの浄化装置を持つエンジンにおけるエンジンオイルの希釈の原因でもある）。これらの場合、硫黄分の多い従来の軽油や、灯油（炭素）分の多い不正軽油を使用すると短時間に故障を招く原因となる。
インジェクターには製造上避けられない個体差があるが、その内容は本体に印字されており、故障整備などでインジェクターを交換した場合、その特性をエンジン制御コンピューターに記憶させる必要がある。

## 応用
ディーゼルエンジンの燃料噴射には高圧が必要となり、噴射される液体はせん断にさらされる。これを利用し粘度指数向上剤のせん断安定性をディーゼルの燃料噴射装置を用いて計測する試験方法も存在する。この試験方法は世界的に使われておりASTMやDIN、CEC、JPIなど多くの規格で採用されている。
この試験にはボッシュ製の燃料噴射装置を使用するためボッシュインジェクタ試験などと呼ばれる事もある。また国内ではあまり使われないが海外ではKurt Orbahn試験などとも言う場合もある。
試験内容は測定する液体を30サイクル噴射させて計測するのが基本となるが過酷な条件を想定した場合は90サイクルなど回数を増やして行う事もある。